# Verde di Dresda

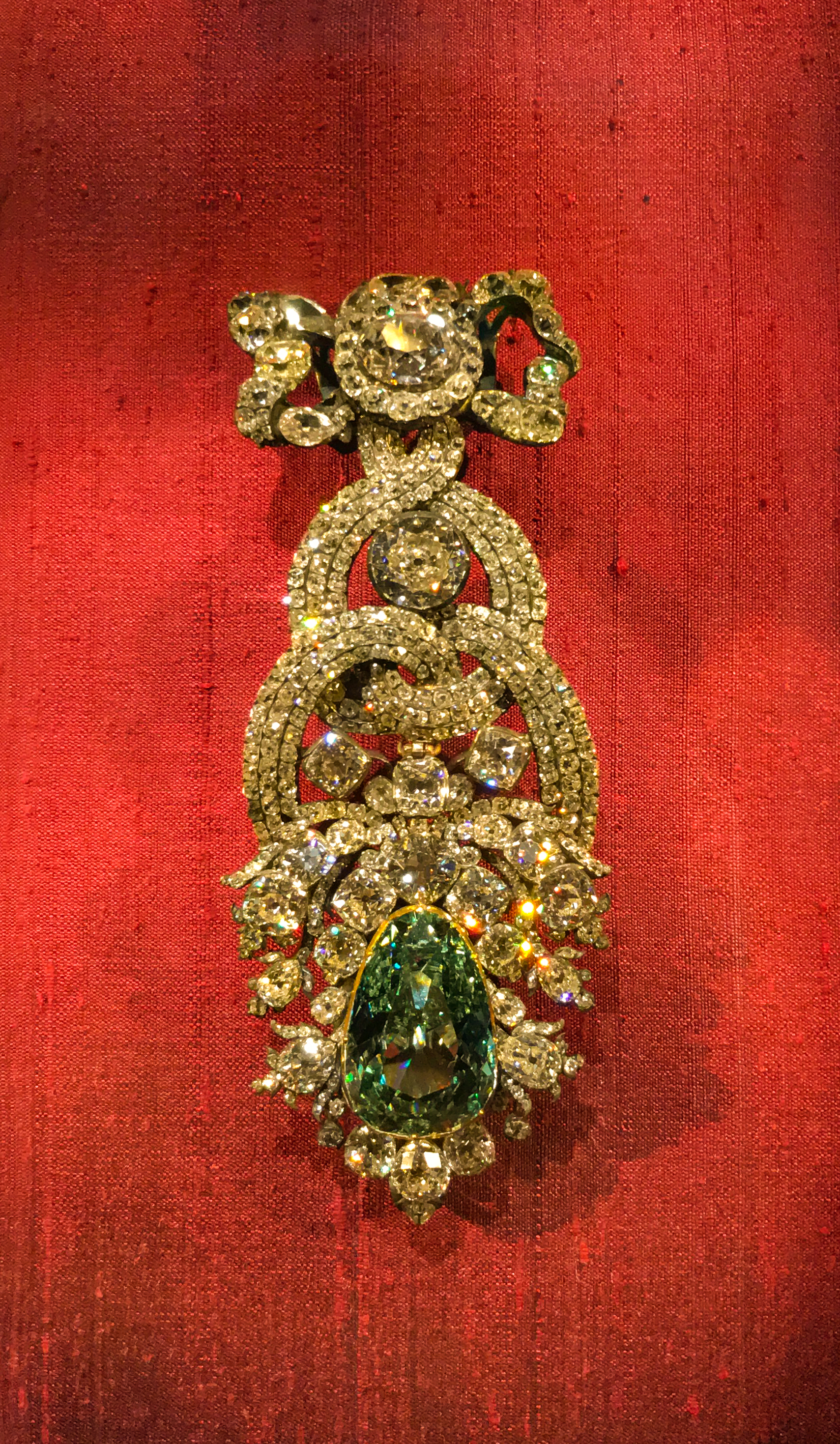
Il diamante verde di Dresda inserito in un ornamento con oltre 400 altri diamanti e gemme.

Il verde di Dresda è il diamante di colore verde più grande del mondo (40,72 carati - 8,144 grammi). Il colore verde è estremamente raro nei diamanti, e si ritiene sia dovuto ad esposizione a materiali radioattivi. 
Il diamante proviene molto probabilmente dalle celebri miniere di Golconda in India, ma la data del suo ritrovamento non è nota. Le prime notizie della sua esistenza risalgono al 1722, riportate in un articolo di una rivista inglese. Un mercante olandese lo vendette alla fiera di Dresda del 1742 al re Augusto III di Polonia. Nel 1768 il diamante fu inserito in un ornamento estremamente prezioso, comprendente altri due diamanti di grande caratura e 411 pietre preziose di dimensioni medie o piccole.
Nel 2000 la gioielleria Winston di New York organizzò un'esposizione di gioielli alla Smithsonian Institution di Washington, in cui comparivano anche il diamante verde di Dresda e l'Hope, celebre diamante blu.